# Orkanen Bertha
Orkanen Bertha var den första orkanen och den andra namngivna stormen i den Atlantiska orkansäsongen 2008. Bertha var en Kap Verde-typ orkan och var den tropiska storm som bildats längst österut i juli. Bertha blev också den mest långlivade orkan innan augusti och den mest långlivade orkanen i Atlanten sedan Orkanen Ivan 2004.
Orkanen Bertha orsakade tre dödsfall längs New Jerseys kust och minimala skador på Bermuda.

## Stormhistoria

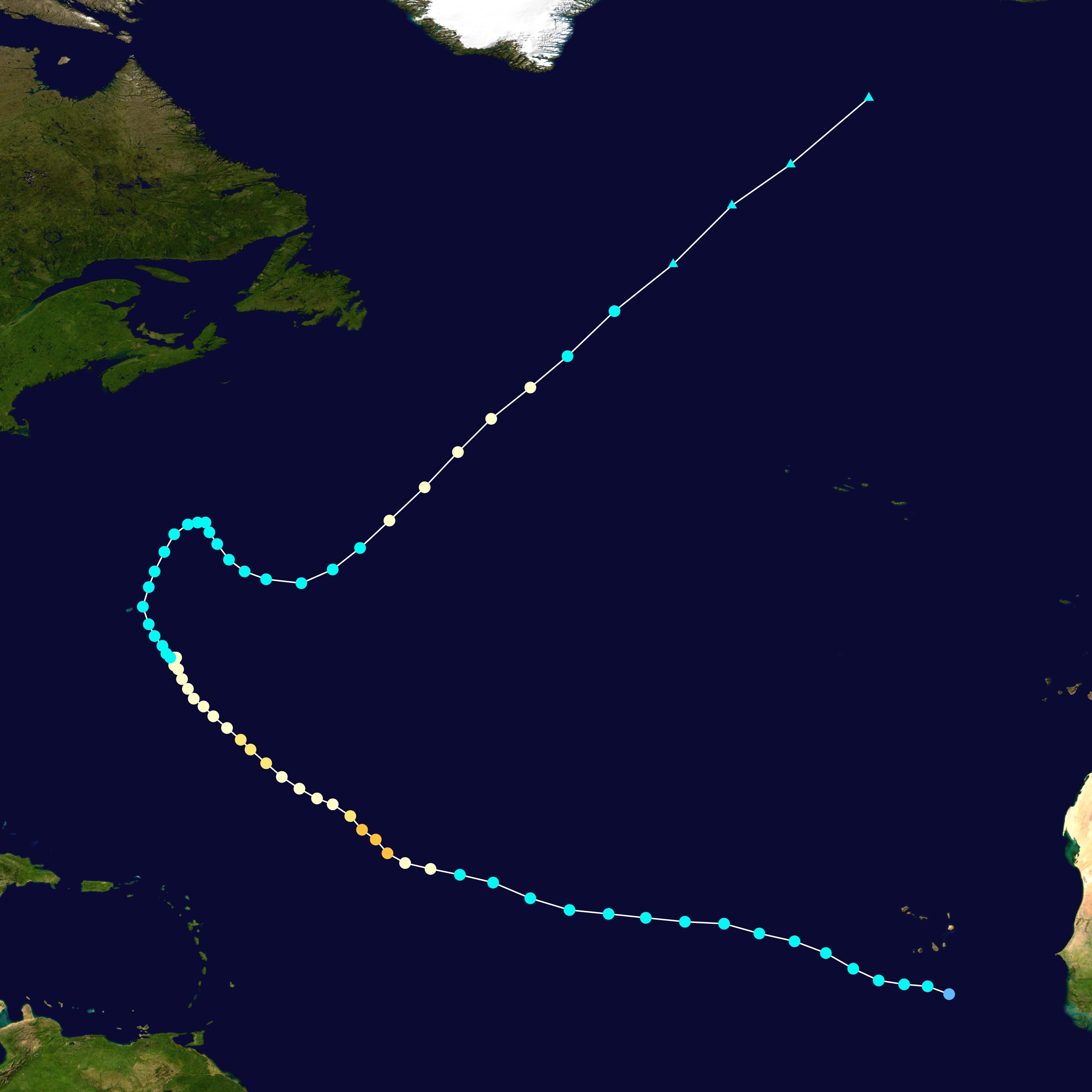
Berthas bana

Den 3 juli bildades en tropisk depression ur en tropisk våg söder om Kap Verde-öarna. Den ökade i styrka och blev en tropisk storm senare under dagen. Den 6 juli ökade Bertha i styrka och blev kategoriserad som en orkan den 7 juli. Under den dagen ökade Bertha kraftigt i intensitet och blev säsongens första större orkanen (kategori 3 eller större) med vindar upp till 195 km/h och ett väldefinierat öga. Den försvagades dock lika snabbt och återgick till kategori 1-styrka den 8 juli.
Bertha ökade ytterligare en gång i styrka då ett nytt öga hade bildats och systemet hade blivit mer symmetriskt. NHC uppgraderade Bertha till en kategori 2-orkan med på omkring 170 km/h och sa att den kunde bli en större orkan ännu en gång, men i stället minskade den i styrka till en kategori 1-orkan.
Den 12 juli minskade Berthas rörelse och blev nästan stationär, och den 13 juli hade detta försvagat Bertha till en tropisk storm. Den 18 juli fick Bertha återigen orkanstyrka och dess rörelse framåt ökade. Då den rörde sig in över kallare vatten försvagades den till en tropisk storm sent den 19 juli. Den blev slutligen extratropisk den 20 juli sydväst om Island.

## Rekord
Orkanen Bertha håller rekordet tropiska storm som bildats längst österut, vid 24.7°V, den orkan som bildats längst österut vid 50.2°V och den större orkan som bildats längst österut vid 52.1°V innan augusti. Bertha är också sjätte starkaste orkanen som bildats innan augusti och var den tredje kraftigaste orkanen i juli, bakom Orkanen Dennis och Orkanen Emily båda 2005. Bertha blev den näst mest långlivade orkan den 12 juli och den mest långlivade den 15 juli; och den mest långlivade orkanen i Atlanten sedan Orkanen Ivan 2004.